# Пітер Райт
Пітер Райт (англ. Peter Wright; нар. 10 березня 1970) — шотландський професійний гравець у дартс, дворазовий чемпіон світу PDC (2020, 2022). Дворазовий чемпіон Європи PDC (2020, 2023). Хоча Райт був значною мірою вихований в Англії, він обрав представляти країну свого народження — Шотландію. Перш ніж стати професійним гравцем у дартс, Пітер працював шинником.

## Кар'єра вBDO
У 1995 році Райт взяв участь у чемпіонаті світу BDO, але вже в першому колі змагань його переграв Річі Барнет, який у підсумку став чемпіоном світу.

## Кар'єра вPDC
У 2019 році Шотландія за яку виступали Пітер Райт i Гері Андерсон, вперше виграла Кубок світу PDC серед команд. На початку 2020 року Райт став чемпіоном світу (PDC). Завоювавши свій перший титул чемпіона світу у віці 49 років, Райт став в той момент найвіковішим гравцем, який вперше виграв чемпіонат світу PDC. Восени 2020 він виграв титул чемпіона Європи з дартсу (PDC). У 2021 році у складі збірної Шотландії разом із Джоном Хендерсон він вдруге виграв Кубок світу з дартсу. На початку 2022 року Райт вдруге став чемпіоном світу (PDC).